# 가야 금관
가야 금관은 가야의 금관으로 전 고령 금관 및 장신구 일괄과 도쿄 국립박물관 소장품이 현존한다.

## 같이 보기
- 신라 금관